# Emanuelle u Bangkoku
Emanuelle u Bangkoku (tal. Emanuelle nera - Orient Reportage), talijanski erotski film, treći iz serijala o Crnoj Emanuelli, drugi u kojem je glavnu žensku ulogu ostvarila egzotična Laura Gemser. Film je 1976. godine snimio talijanski redatelj Joe D'Amato.
Film je na engleskom govornom području poznat pod naslovima Emanuelle in Bangkok (SAD) i Black Emanuelle 2 Goes East (UK). U Italiji je premijerno prikazan 7. svibnja 1976. godine.

## Sadržaj
Emanuelle (Laura Gemser) je poslana u Bangkok kako bi napravila reportažu.

## Uloge
- Laura Gemser - Emanuelle
- Gabrielle Tinti - Roberto
- Elly Galleani - Frances
- Ivan Rassimov - Princ Sanit
- Venantino Venantini - David